# Mircea Geoană
Dan Mircea Geoană (Boekarest, 14 juli 1958) is een Roemeens politicus. Hij was voorzitter van de senaat vanaf 2008 tot 2011 en partijvoorzitter van de PSD van 2005 tot 2010. Hij werd in 2011 uit de partij gezet nadat hij weigerde af te treden als Senaatsvoorzitter maar werd een jaar later weer opgenomen in de partij. Na de presidentsverkiezingen van 2014 werd hij wederom uit de partij gezet en begon hij zijn eigen partij, de Roemeense Sociale Partij.

## Biografie
Van 1996 tot 2000 was hij ambassadeur namens Roemenië in de Verenigde Staten. Hij was destijds de jongste ambassadeur van Roemenië. In 2001 was Geoană voorzitter van de Organisatie voor Veiligheid en Samenwerking in Europa.

### Politieke carrière
Van 28 december 2000 tot 2004 was Geoană Minister van Buitenlandse Zaken onder het kabinet Adrian Năstase in 2001 werd hij tevens lid van de PSD. Na de landelijke verkiezingen van 2004 werd hij vervangen door Mihai Răzvan Ungureanu van de Alliantie van Recht en Waarheid. In lokale verkiezingen van datzelfde jaar stelde hij zich verkiesbaar als burgemeester van Boekarest. Hij verloor van Traian Băsescu.
Binnengehaald als jonge hervormer werd Geoană verkozen tot voorzitter van de partij op 25 april 2005. Zijn overwinning betekende een verrassend verlies van de voormalige president van de partij en oprichter Ion Iliescu, van wie men aannam dat hij met gemak zou winnen. Volgens de media was Geoană's overwinning te danken aan een aantal achterkamertjes afspraken tussen partijleiders die tegen Iliescu waren alsmede een aantal publieke blunders van Iliescu tijdens een partijcongres, zo noemde hij zijn partijgenoten kameraden, een term uit de communistische tijd.
Ook gebruikte Iliescu harde woorden tegen Geoană, zo riep Iliescu tijdens een bijeenkomst van PSD senatoren in 2005, dat Geoană zich gedroeg "als een malloot" (un prostănac). Iliescu refereerde aan Geoană's standpunt ten tijde van de presidentiële verkiezingen van 2004 toen deze stelde dat de Hongaarse minderheidspartij UDMR zich zou aansluiten bij een door de PSD geleide regering. Volgens Iliescu vervreemde hij daarmee het ultra-nationalistische electoraat die vervolgens op Traian Băsescu stemden en waardoor de PSD kandidaat Adrian Năstase verloor.
Vanwege deze opmerking van Iliescu werd de term "malloot" veelvuldig gebruikt door Geoană's politieke opponenten. Zoals tijdens de presidentiële verkiezingen van 2009 waarbij Băsescu banners ophing met zijn eigen foto besmeurd met zwarte verf en voorzien van de tekst "Banner geruïneerd door De Malloot. Laat De Malloot niet uw leven ruïneren."
Op het PSD congres van 10 december 2009 werd hij herkozen als partij voorzitter met zijn platform "Sociaal Roemenië", waarbij hij Sorin Oprescu versloeg.
In 2009 droeg de PSD hem voor als presidentskandidaat. In het laatste debat beschuldigde de andere kandidaat, zittend president Băsescu, Geoană er van dat hij een dag ervoor de controversiële zakenman en mediamagnaat Sorin Ovidiu Vântu had ontmoet bij diens huis. Deze ontmoeting vond plaats vlak nadat een zakenpartner van Vântu, die was veroordeeld voor fraude, na zeven jaar was opgepakt in Indonesië. Geoană bevestigde dat de ontmoeting had plaatsgevonden. Băsescu had van het beteugelen van de macht van de mediamagnaten zoals Vântu zijn hoofdthema gemaakt en beweerde meerdere malen dat Geoană de voorman van de mediamagnaten was. Verschillende journalisten bekritiseerde Geoană om deze ontmoeting. Vântu bevestigde ook de ontmoeting maar gaf ook aan dat hij eenzelfde ontmoeting had met Băsescu voorafgaand aan zijn presidentsverkiezing van 2004. Vlak na de presidentsverkiezingen, die Geoană verloor, verscheen er een filmpje waarin Geoană geld zou aannemen van een onbekende vrouw. In het filmpje hoort men de vrouw zeggen "Ik heb hier 5.000 euro, mijn campagne bijdrage. Ik bedoel, dit zal je nu helpen, maar dit is mijn bijdrage voor een komende positie.". Geoană en andere PSD leiders omschreven het filmpje meteen als een vals campagne filmpje.
Op 22 november 2011, nadat hij weigerde op te stappen als voorzitter van de Senaat op verzoek van het partijleiderschap van de PSD, werd hij uit de partij gezet. Omdat hij geen steun meer had van enig partij in de senaat werd hij vervolgens met 112 stemmen voor, twee tegen en vijf onthoudingen alsnog weggestemd als senaatsvoorzitter. Hij ging verder als onafhankelijk senator. Eenmaal uit de partij richtte hij de beweging "Ons Roemenië" ("România noastră") op die zich lieerde aan de PRODEMO partij, opgericht door de eveneens verstoten Marius Lazăr, adviseur van Geoană en lokaal voorzitter van de PSD in Arad.
In de herfst 2012 werd hij weer opgenomen in de PSD nadat hij zich weer had verzoent met dezelfde partijleiding die hem in eerste instantie had weggestuurd. Om vervolgens in 2014, nadat partijleider Victor Ponta de presidentsverkiezingen had verloren, weer uit de partij te worden gegooid omdat hij na het verlies opriep tot zelfonderzoek binnen de partij. Hij begon samen Marian Vanghelie, die eveneens uit de partij was gezet opnieuw de beweging Ons Roemenië maar nu met een eigen nieuwe socialistische partij, de PSRo. 
In juli 2019 werd hij voorgedragen door Jens Stoltenberg voor de positie van Plaatsvervangend secretaris-generaal van de NAVO.

## Persoonlijk leven
Mircea Geoană is getrouwd met Mihaela Geoană, voormalig voorzitter van de Roemeense Rode Kruis van 2007 tot 2015 en samen hebben ze een zoon en een dochter.